# فرودگاه ریورتون
فرودگاه ریورتون (به انگلیسی: Riverton Airport) یک فرودگاه همگانی است که یک باند فرود چمن و شن و برف دارد و طول باند آن ۹۱۴ متر است. این فرودگاه در کشور کانادا قرار دارد و در ارتفاع ۲۲۱ متری از سطح دریا واقع شده است.